# Карел Махан
Ка̀рел Автонин Ма̀хан (на чешки: Karel Antonin Macháň) е чешки композитор, музикален теоретик, фолклорист и изследовател на българската народна музика.

## Биография
Роден е в гр. Холице, Чехия, Австро-Унгария. В младежките си години учи в училището във Високе Мито. Обучава се при чичо си, който е капелмайстор в град Ровне. Известно време е в Манастира на милосърдните братя във Виена. Става капелмайстор на военните оркестри в градовете Петроварадин и Ниш в Сърбия.
През 1891 г. пристига в България, където преподава музика в училищата в Силистра, Шумен и Кюстендил. Заедно с известния фолклорист Никола Бабачев издава в Силистра (1894 – 1896) първото музикално списание в страната „Кавал“ (за което е поставена паметна плоча в града през 1980  г.), а после в Лом и София.
От 1900 г. е учител в Педагогическото училище в Кюстендил. Съдейства за развитието на музикалния живот в града. Създава четиригласен хор от 100 души, голям струнен и смесен оркестър. Организира певческо дружество, което по-късно прераства в хор „Кавал“. Негови ученици са Георги Горанов, Петър Казанджиев, Кирил Джоков и Никола Атанасов.
Автор на множество статии за мелодичните, метричните и хармоничните особености на българската народна песен. Интересува се от влиянието на ориенталската и византийската музика върху българската народна песен. Съставя първия български музикален речник, програми и учебници по пеене, за цигулка и китара. Автор е на „Българско капричио“ за пиано и оркестър, оперетата „Хоро“, оркестрови и хорови песни.
Вероятно през 1903 г. напуска България и заминава за Русия. Работи в Чарджуй и Коканд в Туркестанския военен окръг, после като преподавател по немски език и музика в Москва, Батуми и Тбилиси, а в края на живота си – в московското радио. Негово писмо до Кирил Христов относно Добри Христов се съхранява в Централния държавен архив; подписано с G. А. Macháň и датирано от 1935 г.
Въпреки че Карел Махан прекарва само част от живота си в България, той има съществен принос за съхраняването и развитието на българския фолклор и култура.